# Dresaj (cai)
Dresajul este, pe lângă săriturile peste obstacole și proba completă (dresaj, obstacole și cros), unul dintre cele trei sporturi ecvestre olimpice. 
Scopul dresajului este de a forma, prin metode standardizate progresive, abilitatea naturală atletică a unui cal, astfel maximizându-i potențialul ca animal de călărie. Acest sport își are originea în antrenarea cailor de luptă, considerațiile teoretice asupra sa fiind pentru prima dată expuse încă în Antichitate în lucrarea Despre călărie a generalului grec Xenofon. 

Arena de dresaj

O competiție de dresaj modernă se desfășoară pe o arenă marcată cu litere, având lungimea de 60 m și lățimea de 20 m. În cadrul competiției un cuplu cal-călăreț execută din memorie o progresie de figuri de dresaj învățată în prealabil. Evoluția sportivilor este evaluată de către o echipă de arbitri, care le acordă note de la 0 la 10. În cazul unui rezultat de peste 60 % cuplul poate promova către un nivel superior de competiții. 
Competițiile de dresaj țin de competența Federației Ecvestre Române și a Federației Ecvestre a Republicii Moldova.

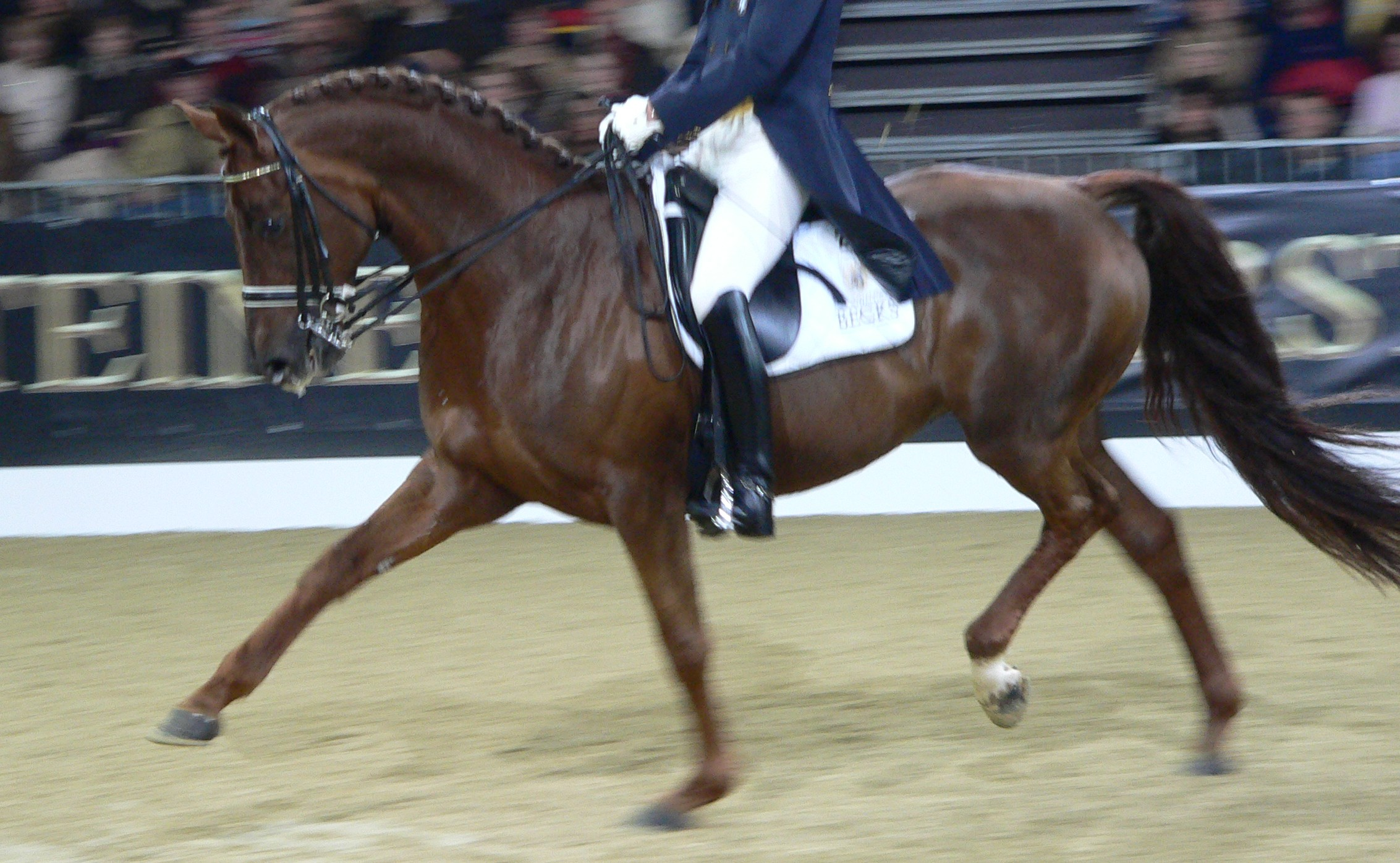
Dresaj clasic
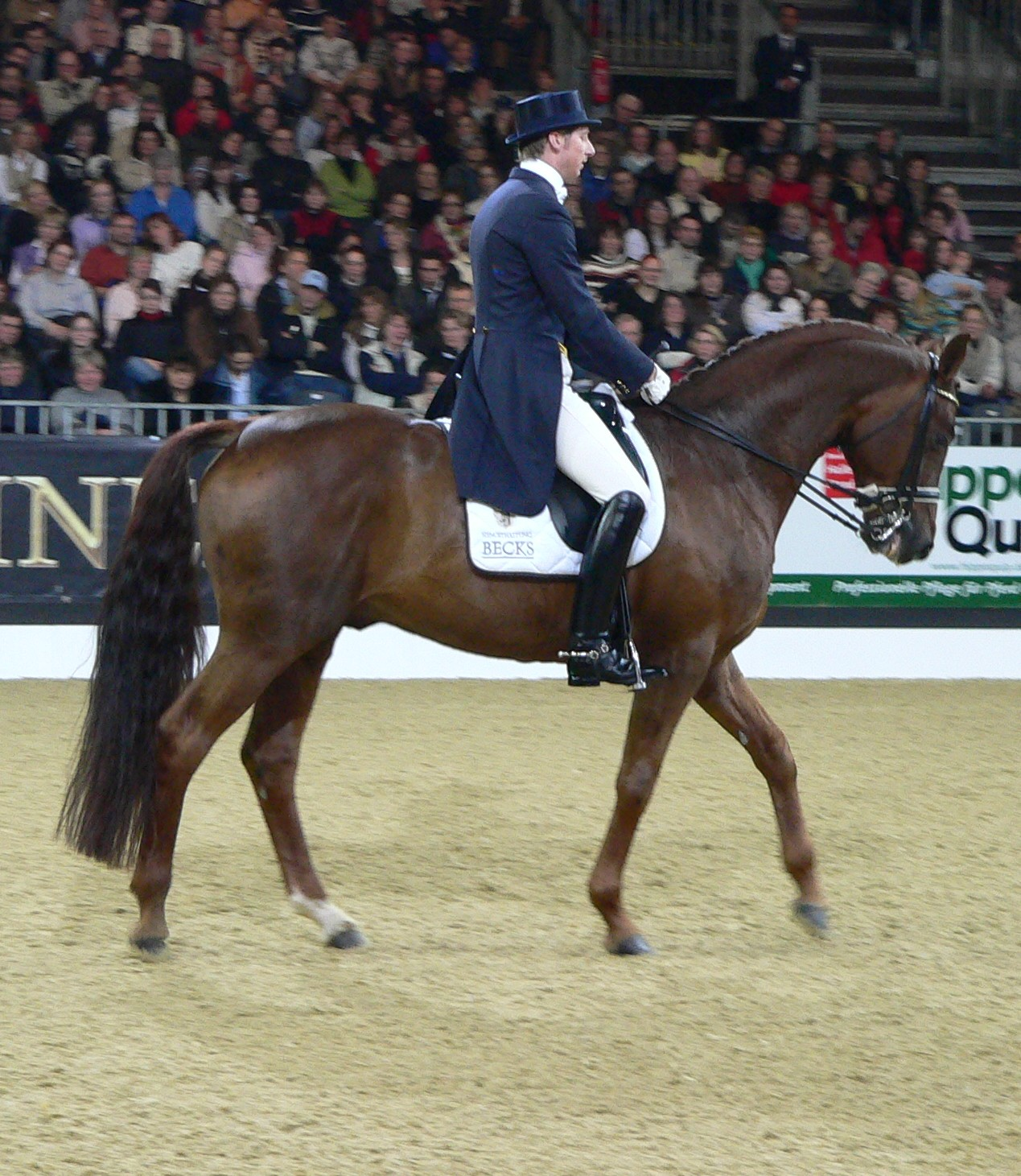
Dresaj clasic
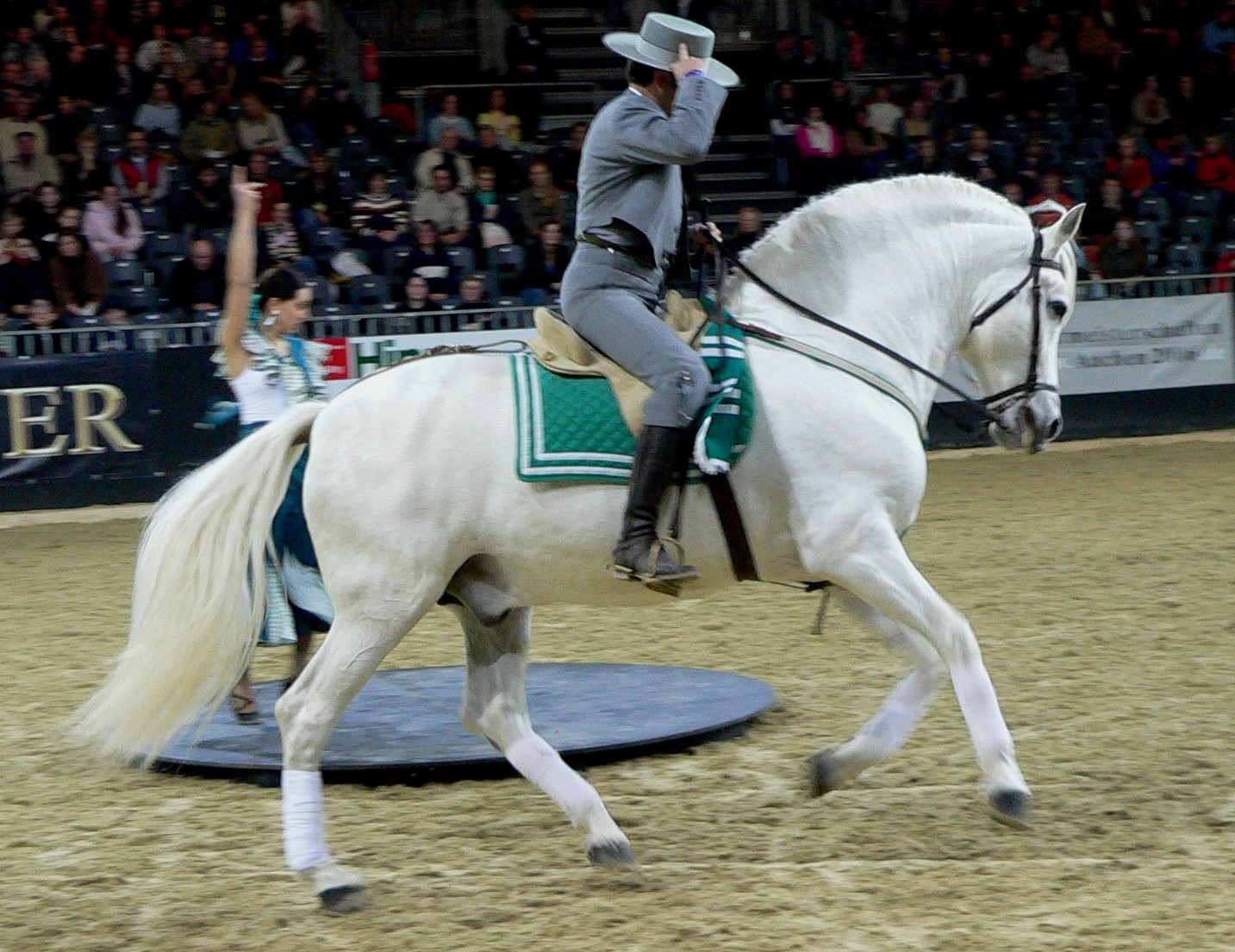
Dresaj spaniol

## Școli de dresaj
- Școala regală andaluză de călărie
- Cadre Noir
- Școala spaniolă de călărie de la Viena

## Figuri de dresaj
- Dresaj clasic
  - Piaf
  - Pesadă
  - Pas spaniol
  - Dresaj spaniol
    - Doma Clasica
    - Doma Vaquera

  - Școala înaltă de călărie

## Rase de cai ideali pentru dresaj
- Cal baroc
  - Lipițan
  - Frizon
  - Cal iberic
    - Andaluz
    - Lusitano